# Walery Roman

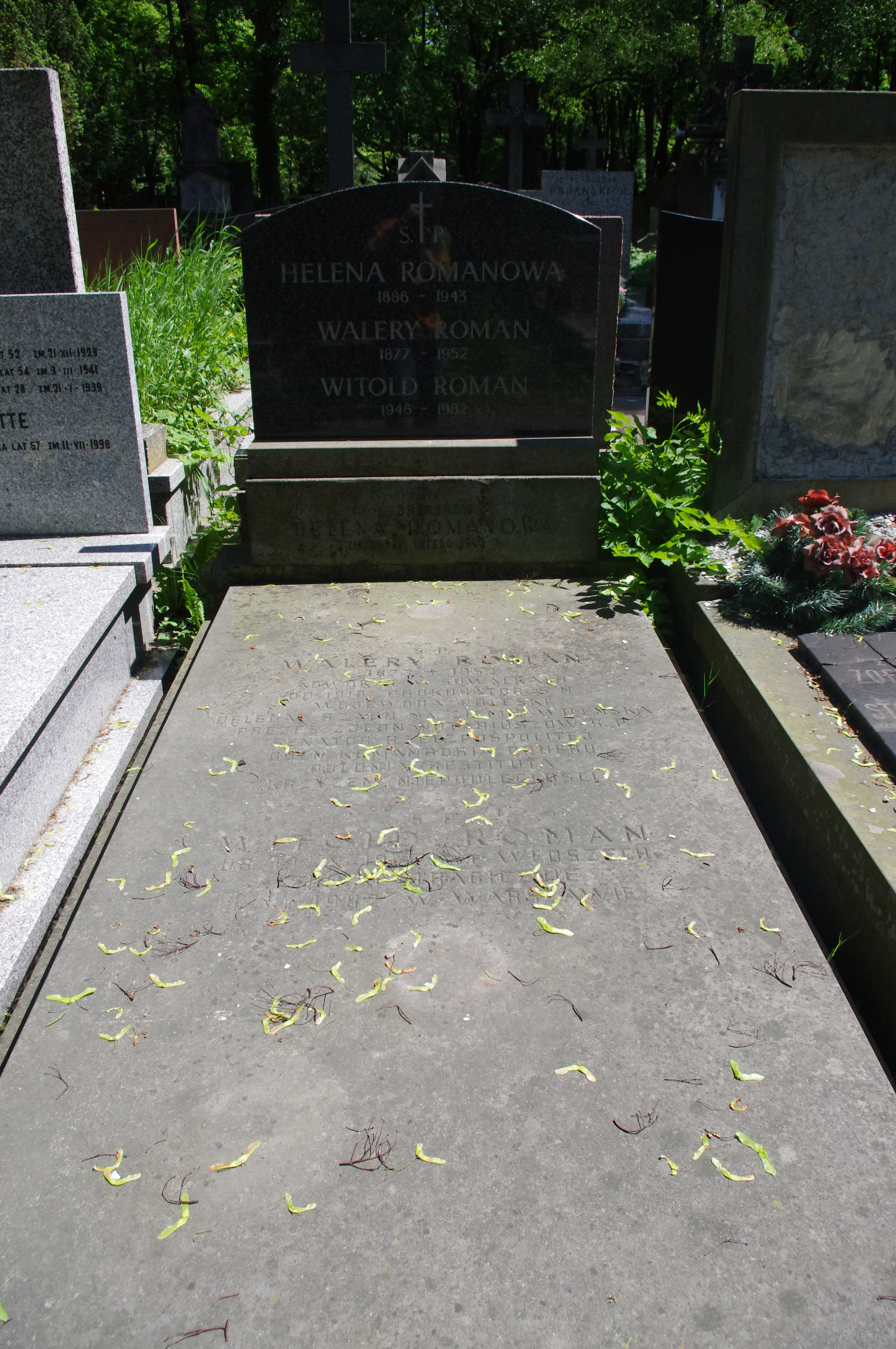
Grób Walerego Romana na cmentarzu Powązkowskim w Warszawie

Walery Roman (ur. 12 września 1877 w Kalwarii, zm. 25 października 1952 w Warszawie) – prawnik, działacz państwowy i społeczny II Rzeczypospolitej, w latach 1928–1935 senator II i III kadencji w II RP.

## Życiorys
Najmłodszy syn Mariana i Natalii z Cepeuszów. Miał brata Stanisława i trzy siostry: Marię, Matyldę i Natalię. Ukończył gimnazjum w Suwałkach. Wstąpił na wydział prawa Uniwersytetu Warszawskiego. Po ukończeniu studiów w 1899 wrócił do Suwałk, gdzie otworzył własną kancelarię adwokacką.
Rozwinął także dużą aktywność społeczną. Przewodniczył Suwalskiemu Klubowi Obywatelskiemu „Lutnia”, był pomocnikiem naczelnika Straży Ogniowej Ochotniczej w Suwałkach, członkiem zarządu Towarzystwa Oszczędnościowo-Pożyczkowego w Suwałkach. Należał do współzałożycieli Szkoły Handlowej i Czytelni Naukowej. Współpracował z Tygodnikiem Suwalskim. Po wybuchu I wojny światowej został wiceprezesem Suwalskiego Gubernialnego Komitetu Obywatelskiego (12 grudnia 1914).
Po akcie 5 listopada, w związku z polonizacją sądownictwa w okupowanym przez Państwa Centralne Królestwie Polskim latem 1917 roku mianowano Romana podprokuratorem w Sądzie Okręgowym, a po upływie roku – podprokuratorem w Sądzie Najwyższym Królestwa Polskiego.
Gdy Polska odzyskiwała niepodległość, Walery Roman, już wówczas związany z obozem Józefa Piłsudskiego, powrócił w listopadzie 1918 na Suwalszczyznę, okupowaną jeszcze przez Niemców w ramach tzw. Ober-Ostu. Powierzono mu prace przygotowawcze do otwarcia w Suwałkach Sądu Okręgowego. Suwalczanie wybrali go w skład Tymczasowej Rady Obywatelskiej Okręgu Suwalskiego, zaś rząd Jędrzeja Moraczewskiego dał pełnomocnictwa do prowadzenia pertraktacji ze stroną niemiecką w sprawie ewakuacji jej wojsk i przejęcia administracji cywilnej.
Spory z Niemcami i Litwinami trwały ponad rok. W tym czasie (lipiec 1919) Roman na czele delegacji suwalczan jeździł do Belwederu oraz Paryża w celu ustalenia polsko-litewskiej linii demarkacyjnej i uwolnienia Suwałk spod okupacji niemieckiej.
Przeszedł do pracy w administracji państwowej. Był wojewodą poleskim (od 14 marca 1921 do 3 maja 1922), a 20 kwietnia 1922 został delegatem rządu na Litwę Środkową – Wileńszczyznę, którą to funkcję sprawował do 29 sierpnia 1924.
Szczególnie aktywny politycznie okres w życiu Walerego Romana otworzył zamach majowy. Znalazł się w gronie najbliższych współpracowników Józefa Piłsudskiego. Uczestniczył w pracach kilku ciał kolegialnych, działających przy władzach centralnych. Od 1928 do 1935 przez dwie kadencje zasiadał w Senacie wybrany z listy Bezpartyjnego Bloku Współpracy z Rządem w województwie białostockim. Był wiceprzewodniczącym Klubu Parlamentarnego BBWR, szefem grupy BBWR w Senacie i przewodniczącym senackiej Komisji Administracyjnej i Samorządowej.
Po zakończeniu działalności politycznej prowadził nieprzerwanie, aż do przejścia na emeryturę w 1950, kancelarię notarialną (notariuszem był od 1925) w Warszawie. Zmarł na udar mózgu, pochowany został na cmentarzu Powązkowskim (kwatera 227-6-24).
Związki z Suwalszczyzną podtrzymywał działając w Zrzeszeniu Suwalczan w Warszawie. Za dwudziestoletnią pracę dla miasta i regionu już w 1921 obdarzono Walerego Romana godnością honorowego obywatela Suwałk.

## Ordery i odznaczenia
- Krzyż Komandorski Orderu Odrodzenia Polski (2 maja 1923)[3][4]